# Prima bătălie de la El Alamein

Regiunea Campaniei din Deşertul Vestic, 1941/1942

Acest articol se referă la prima bătălie de la El Alamein din 1-27 iulie 1942.  Pentru alte sensuri, vedeți Bătălia de la El Alamein (dezambiguizare).
Prima bătălie de la El Alamein 1–27 iulie 1942 a fost una dintre principalele lupte ale Campaniei Deșertului Vestic a celui de-al doilea război mondial, având ca beligeranți forțele Axei comandate de Erwin Rommel pe de-o parte și forțele Aliaților comandate de Claude Auchinleck. Bătălia a marcat oprirea înaintării spre est a Axei. El Alamein (Egipt) a fost punctul cel mai estic atins de forțele Axei, aflat la doar 80 km de Alexandria.

## Preludiu

### Retragerea din Gazala
După înfrângerea din Bătălia de la Gazala din iunie 1942, Armata a 8-a s-a retras de pe Linia Gazala până la Mersa Matruh, la aproximativ 160 km în interiorul granițelor egiptene. Pe 25 iunie, generalul Claude Auchinleck, comandantul Comandamentului Orientului Mijlociu, l-a eliberat pe Neil Ritchie din funcția de comandă și și-a asumat și funcția de comandant al Armatei a 8-a. El a decis să nu accepte o luptă la Mersa Matruh, care era dezavantajoasă din punct de vedere defensiv. În schimb, el a hotărât să se retragă încă 160 km spre est, pe malul Mediteranei, la El Alamein. La doar 60 km sud de El Alamenin, pantele abrupte ale depresiunii  Qattara eliminau amenințarea unei mișcări de învăluire a tancurilor prin flancul sudic al defensivei și limitau natural lățimea frontului care trebuia apărat. 

### Bătălia de la Mersa Matruh
În timp ce se pregătea de apărare la El Alamein, Aliații au dus mai multe lupte pentru întârzierea înaintării inamicului, prima la Mersa Matruh (26 iunie) și a doua la Fuka (28 iunie). La Matruh, datorită unor schimbări ale ordinelor de luptă de ultim moment, au apărut anumite probleme în cazul formațiilor aliate avansate (Corpurile X și XIII), care au oscilat între dorința de a produce cât mai multe pierderi inamicului și nevoia de a evita încercuirea și a duce la bun sfârșit o retragere ordonată. Ca urmare, cele două corpuri s-au coordonat prost și rezultatele luptei nu au fost cele așteptate. După primul atac puternic al germanilor, în dimineața zilei de 28 iunie au atacat batalionele de bersaglieri italieni. Fortăreața Mersa Matruh a fost cucerită rapid, iar 6.000 de apărători au fost luați prizonieri. Divizia a 2-a neozeelandeză s-a găsit la un moment dat încercuită la Minqar Qaim de Divizia a 21-a Panzer, dar a reușit ca în noaptea de 27 iunie să spargă frontul și să se alăture  restului Corpului XIII aflat la El Alamein. Retragerea Corpului XIII a lăsat însă flancul sudic al Corpului X expus, întreaga rută de retragere a acestuia din urmă fiind pusă în pericol maxim. Datorită acestui fapt ei au trebuit sa poarte lupte grele în timpul cărora Brigada a 29-a indiană a fost distrusă aproape în întregime. 

### Apărarea de la El Alamein
Auchinleck a creat o poziție defensivă puternică formată din două puncte întărite la fiecare cap al căii ferate de la El Alamein line (apărate de Divizia I sud-africană și de Divizia a 2-a neozeelandeză), legate între ele de o serie de tranșee și poziții fortificate de artilerie. În centrul liniei defensive și puțin în spatele ei se afla Înălțimile Ruweisat, de pe care se putea controla toată zona joasă din vecinătate.
Când forțele lui Rommel au ajuns la El Alamein pe 30 iunie, în afară de cele două divizii de la capetele liniei ferate, a fost trimisă pe front și Brigada a 18-a indiană, detașată din Divizia a 8-a de infanterie indiană din Irac. Această brigadă a ocupat înălțimile Deir el Shein aflate la 6,5 km nord-vest de Înălțimile Ruweisat. În ciuda eforturilor depuse de indieni timp de 48 de ore pentru săparea de tranșee și plantarea de mine, poziția lor era în momentul declanșării bătăliei foarte vulnerabilă la atacurile  blindatelor. În acest timp, unitățile care luptaseră în ariergardă în timpul retragerii erau încă dezorganizate și aveau nevoie de cel puțin o zi pentru a fi gate de reîntoarcere pe câmpul de luptă. 

## Bătălia

### Atacul tancurilor germane
Pe 30 iunie a fost declanșat atacul Diviziei a 90-a de infanterie ușoară germană de-a lungul coastei mediteraneene, dar a fost respinsă de sud-africani cu ajutorul focului artileriei de calibru mare.
După ora 9 dimineața, pe 1 iulie a atacat Divizia a 21-a Panzer la Deir el Shein. Brigada indiană a rezistat eroic până seara, când au fost în cele din urmă depășiți. Răgazul obținut de indieni a fost folosit de Auchinleck pentru organizarea unui grup de luptă format din infanterie și artilerie, grup care a fost amplasat la capătul vestic al Înălțimii Ruweisat, unde au făcut față atacului forțelor Axei de a două  zi dimineața. Încercările repetate ale tacurilor Axei au fost respinse, iar pe seară, blindatele s-au retras. Înălțimile Ruweisat au fost reîntărite în noaptea de 2 iulie.
Spre sud, Rommel a atacat cu Corpul al XX-lea motorizat italian, care a fost respins însă de tacurile britanice.
Rommel și-a mutat cele mai multe forțe în nord, pentru a întări Divizia de infanterie ușoară în vederea unui atac concentrat de-a lungul drumului de pe litoral. Atacul de noapte de pe 1 iulie și cele de-a doua zi nu au dus la câștiguri importante, datorită câmpurilor minate, a focului precis al artileriei și a hotărârii apărătorilor.

### Contraatacul Armatei a 8-a
Pentru a scădea presiunea pe flancul dreapta și în centrul liniilor sale defensive, Auchinleck a ordonat lansarea unui contraatac din zona apărată de neozeelandezi (zona denumită „ Qattara box” sau „Kaponga box”) pe 3 iulie. În prima zi, elemente ale Brigăzii a 4-a neozeelandeze, sprijinite de patru baterii de artilerie, a înaintat pe trei direcții spre pozițiile Diviziei blindate Ariete, aflată într-o depresiune largă. Divizia italiană a pierdut în luptă 531 de soldați (din care 350 de prizonieri), 36 de piese de artilerie, 6 tancuri și 55 de camioane. Neozeelandezii au încercat să taie legătura restului diviziei italiene cu grosul forțelor Axei, dar încercarea lor a eșuat în fața atacului puternic al Diviziei Brescia de la El Mreir.
După atacul neozeelandezilor, Brigada a 9-a indiană și Brigada a 7-a motorizată indiană au atacat la rândul lor spre nord și, după trei zile de lupte au ajuns aproape de Deir el Shein. În timpul unui atac de noapte, un batalion de maori din Divizia a 2-a neozeelandeză a reușit să străpungă liniile Diviziei italiene Brescia. Contraatacurile italienilor au redus câștigurile Aliaților în acest sector.

### Acalmia
În acest punct al luptelor,  Rommel a constatat că forțele sale sunt prea obosite și nu mai pot înainta. Pentru a le permite să se odihnească și să se regrupeze, Rommel a dat ordin pentru săparea de tranșee și trecerea la poziții statice de luptă.
Trupele Axei sufereau în acest moment de pe urma întinderii prea mari a liniilor lor de aprovizionare. Aviația Aliată a atacat cu intensitate sporită toate transporturile de aprovizionare inamice. În spatele liniilor Axei acționau și subunități Aliate mobile atacau dinspre sud, ceea ce a crescut haosul în eșaloanele de aprovizionare germane. Rommel nu-și putea permite aceste pierderi, în condițiile în care aprovizionarea cu vapoarele din Italia fusese la rândul ei redusă substanțial: dacă în mai el primise 34.000 t de provizii și 2.000 de vehicule, în iunie a primit doar 5.000 t de provizii și 400 de vehicule. În acest timp, Armata a 8-a Aliată se reorganiza și se întărea datorită liniilor sale de comunicații și aprovizionare foarte scurte. Au fost aduse noi  tunuri antitanc, mult mai eficiente, iar pe front au fost deplasate noi modele de tancuri Sherman cu tunuri mai puternice de 75 mm. Pe 4 iulie, Divizia a 9-a australiană a revenit pe front, iar pe 9 iulie s-a reîntors pe poziții și Brigada a 5-a indiană. De asemenea, Divizia a 5-a indiană, care suferise pierderi importante, a fost întărită cu Brigada a 161 de infanterie indiană.

### Atacurile eșuate ale Armatei a 8-a
Auchinleck a atacat din nou pe 10 iulie la Tel el Eisa în nordul dispozitivului său cu Divzia a 9-a australiană. 89 de germani și 835 de italieni au fost luați prizonieri de batalionul al 48-lea australian. Pentru oprirea australienilor au fost trimiși în zonă bersaglierii italieni. Ei au reușit să recupereze o parte a zonei cucerite de australieni și au luat 13 prizonieri la Tel el Eisa. Deși bersaglieri au suferit pierderi importante, atacul lor a permis Diviziei „Trieste” să deplaseze în zona de luptă un batalion de infanterie și un batalion de tancuri. Noii sosiți au reușit să respingă definitiv atacul australienilor.
Auchinleck a declanșat noi atacuri pe 14, respectiv 22 iulie, care au vizat Înălțimile Ruweisat Ridge din centrul dispozitivului inamic. Pozițiile Axei erau apărate de două regimentele din Divizia de infanterie motorizată „Trieste”. Ambele atacuri au fost respinse. În timpul celui de-al doilea atac, italienii au respins tancurile Brigăzii a 23-a blindate, ceea ce ia permis lui Rommel să aibă răgazul necesar pentru a pregăti contraatacul Afrika Korps. Tanchiștii neexperimentați britanici au căzut victime focului puternic antitanc. Când au încercat să evite focul artileriei antitanc, tanchiștii britanici au intrat în câmpurile minate germane. Regimentul al 5-lea Panzer a lansat un atac împotriva tacurilor britanice, în timpul căruia a reușit să distrugă mai mult de 40 de blindate aliate. Distrugerea brigăzii blindate aliate a fost desăvârșită de Divizia a 21-a Panzer. Eșecul  blindatelor britanice a dus la pierderea a aproximativ 700 de oameni.
În timpul primului angajament, noile tunuri antitanc cu care fusese dotată Divizia a 5-a infanterie indiană și-au dovedit din plin eficacitatea. Divizia a 21-a Panzer a pierdut 21 de tancuri în încercarea de străpungerea liniilor indienilor.
Între timp, italienii din Divizia de infanterie  "Sabratha" au lansat pe 14 iulie un atac puternic la Tel el Eisa. Atacul infanteriștilor a fost sprijinit de tancurile italiene și a reușit să străpungă liniile aliaților. Australienii care apărau pozițiile de aici au fost obligați să se retragă din tranșeele avansate, dar s-au regrupat în adâncime, păstrând liniile defensive intacte.
Atacurile italienilor au continuat pe 17 iulie cu un batalion de tancuri al Regimentului motorizat „Trento” a reușit să provoace pierderi importante Aliaților, luând și 200 de prizonieri.
Auchinleck era hotărât să recâștige inițiativa și a ordonat lansarea a două noi atacuri pe 27 iulie. În zona de nord de la Tel el Eisa eșecul a fost unul de proporții moderate. Atacul de la Miteiriya s-a încheiat cu pierderi grele, deoarece infanteria a traversat câmpurile minate fără sprijinul blindatelor, fiind obligată să facă față contraatacului tancurilor Axei. Australienii au pierdut aici 65 de soldați morți și 490 căzuți prizonieri în timpul atacului împotriva Regimentului 62 al Diviziei motorizate „Trento”, care se apărase în tranșe și care beneficiase de sprijinul Grupului de recunoaștere blindate a Diviziei „Trento”. The Commonwealth forces lost about 600 in the fighting. 
Armata a 8-a era epuizată și, până pe 3 iulie, Auchinleck  a ordonat încetarea operațiunilor ofensive și întărirea pozițiilor defensive, deoarece se aștepta la o contraofensivă a Axei. 
Rommel a afirmat mai târziu că italienii s-au dovedit  camarazi de nădejde, în special în cazul unităților motorizate și că numeroși generali și ofițeri i-au câștigat respectul, atât ca oameni, cât și ca soldați.

## Urmări
Bătălia nu a avut practic un învingător, fiind din acest punct de vedere un impas tactic, dar puterile Axei au fost oprite din înaintarea lor spre Alexandria și mai departe spre Cairo. Armata a 8-a a pierdut peste 13.000 de oameni în iulie (din care 4.000 de neozeelandezi și 3.000 de indieni), dar a reușit să ia 7.000 de prizonieri și a provocat pierderi importante inamicului în oameni, echipamente și blindate.
La începutul lunii august, Winston Churchill și Șeful Marelui Stat Major Imperial Britanic, generalul Alan Brooke, au făcut o vizită la Cairo, în cadrul deplasării lor la Moscova. Ei au hotărât să-l înlocuiască pe Auchinleck, numindu-l pe generalul William Gott în fruntea Armatei a 8-a și pe generalul Harold Alexander în funcția de comandant suprem al Comandamentului Orientului Mijlociu. Iranul și Irakul au fost transferate în cadrul unui nou Comandament al Persiei și Irakului, iar funcția de comandant a fost oferită lui Auchinleck, care a refuzat însă postul. Generalul Gott a fost ucis de tirul avioanelor germane de vânătoare în timpul zborului pentru preluarea noului său post de comandă. În locul lui a fost numit generalul-locotenent Bernard Montgomery.
O a doua încercare a lui Rommel de ocolire sau străpungerii pozițiilor Aliaților a fost respinsă în august în timpul bătăliei de la Alam Halfa, iar,  în octombrie, Armata a 8-a a învins în mod decisiv forțele Axei în timpul celei de-a doua bătălii de la El Alamein.